# アラディア
アラディア (Aradia) とは、チャールズ・ゴッドフリー・リーランドの著書『アラディア、あるいは魔女の福音』に登場する女神。
ウイッカの信仰に取り込まれ、崇拝対象の一柱となっている。リーランドはアラディアをヘロディアスの別名とみなした。

## 『魔女の福音』におけるアラディア
本書ではディアナが原初の神として登場する。彼女は闇たる自分自身から光を分離し息子たる神ルシファーを産んだ。アラディアはディアナとルシファーとの間に誕生した。
地上に人間が増えるとしだいに富者と貧者の二つに分かれていき、富者は貧者を支配下において抑圧するようになった。支配に苦しむ貧者は山野に逃れ、中には盗賊に身を落とす者もいた。
ここでの富者はキリスト教徒を、貧者はペイガン・魔女を表している。
ディアナは魔女たちを抑圧者から救うため、アラディアを地上に遣わし、アラディアは被抑圧者たちに魔術によって対抗することを教えた。